# 葦原中國平定
葦原中國平定（あしはらのなかつくにへいてい）乃日本神話中國神將葦原中國讓予天神的故事，亦可稱為「國讓（日语：」。

## 概要

### 日本書紀之記載

#### 卷第二神代下第九段本文
天照大神之子正哉吾勝勝速日天忍穗耳尊娶高皇產靈尊之女栲幡千千姫為妻，生下天津彥彥火瓊瓊杵尊。高皇產靈尊對後者特鍾寵愛，欲立之為葦原中國之主。然而彼地多有螢火光神及蠅聲邪神，復有草木能言語，故高皇產靈尊召集八十諸神而問之曰：「吾欲撥平葦原中國之邪鬼，該派遣誰比較適宜，汝諸神勿隱所知。」眾神皆回：「天穗日命是個傑出之才，可以試試！」於是遣之前往葦原中國。想不到此神佞媚於大己貴神，過了三年卻不回報。再遣其子大背飯三熊之大人（おほせいひのみくまのうし，亦名武三熊之大人），也是跟著天穗日命媚附大己貴神，未曾回報。
高皇產靈尊再度面會八十諸神並問該派遣何神，咸曰：「天國玉之子天稚彥，是壯士也，宜試之。」於是高皇產靈尊賜予天鹿兒弓（あまのかこゆみ）及天羽羽矢並遣之。天稚彥甫抵葦原中國即娶顯國玉之女下照姬（亦名高姬、稚國玉），留住而曰：「吾亦欲馭葦原中國」，遂不復命。高皇產靈尊怪其久不回報，遣無名雉查看，雉鳥停在天稚彥門前所植之湯津杜木之樹梢。天稚彥聽從天探女之言，取天鹿兒弓和天羽羽矢射斃雉鳥，刺穿雉鳥之矢落在高皇產靈尊座前。後者曰：「此矢乃昔日我賜天稚彥之矢，血染其矢，蓋與國神相戰而然。」遂投還矢箭，刺死睡夢中的天稚彥。其妻哭聲直達上天，天國玉聞其哭聲則知天稚彥已死，乃遣疾風舉屍致天，便造喪屋而殯之。以川雁為持傾頭者及持帚者（另云以雞爲持傾頭者、以川雁爲持帚者）、以雀爲舂女（另云以川雁為持傾頭者和持帚者、以翠鳥為屍者、以雀為舂者、以鷦鷯為哭者、以鵄為造綿者、以烏為肉人者，皆以眾鳥類任事），連續八天八夜啼哭悲歌。天稚彥和味耜高彥根神是好友，後者前往弔唁時，因二人容貌近似，天稚彥之妻誤認而攀持其衣帶，又哭又喜。味耜高彥根神憤然大怒謂：「朋友之道，理應相弔，所以我不憚忌汙穢前來弔唁，為何誤認我是亡者呢？」拔出大葉刈（又名神戶劍）斫倒喪屋。此喪屋即落而為山，今在美濃國藍見川之上喪山是也。
後來高皇產靈尊再度面會八十諸神並問該派遣何神，答曰：「磐裂神及根裂神之子磐筒男、磐筒女所生之子經津主神，乃最佳人選。」此時住在天石窟的稜威雄走神之子甕速日神，其子熯速日神再生子武甕槌神，此神跳出來說：曰「豈唯經津主神獨為丈夫而吾非丈夫者哉？」由於口氣不小，故遣之配合經津主神一同下凡平定葦原中國。於是二神降到出雲國五十田狹之小汀，立即拔出十握劍插在地上，站在鋒端而問大己貴神曰：「高皇產靈尊欲降皇孫於此地，故先遣我二神驅除平定，汝意何如？」大己貴神答：「先問我子，然後將報。」其子事代主神出外遠遊，在出雲國三穗之碕以釣魚、遊鳥為樂。以熊野諸手船（亦名天鴿船）載著使者稻背脛前往詢問事代主神的意見，後者答曰：「今天神有此借問之勅，我父宜當奉避，吾亦不可違。」於是在海中造八重蒼柴籬，蹈船板而避之，使者返還回報。
故大己貴神回答二神曰：「吾子既已避去，故吾亦當避。如果吾抵抗的話，國內諸神必當同禦。今我奉避，誰敢有不順者。」乃以平國時所杖之廣矛授予二神曰：「吾以此矛卒有治功，天孫若用此矛治國者，必當平安；今我當於百不足之八十隅，將隱去矣。」語畢遂隱，於是二神誅諸不順鬼神等。（另有一說：二神遂誅邪神及草木石類，但所不服者唯星神香香背男，故另遣倭文神建葉槌命降服之，後來二神登天也。）

#### 卷第二神代下第九段一書（一）
天照大神向天稚彥勅曰：「豐葦原中國是吾兒可統領之地也，然而考慮到有殘賊強暴橫惡之神者，故汝先前往平定之。」乃賜天鹿兒弓及天真鹿兒矢遣之，天稚彥降臨後乃娶國神女子，經八年仍未返回覆命。天照大神乃召思兼神，後者告曰：「宜且遣雉問之。」其雉飛下，居於天稚彥門前湯津杜樹之杪而鳴曰：「天稚彥，何故八年之間未有覆命？」時有國神號天探女，見之曰：「鳴聲惡鳥，在此樹上，可射之。」天稚彥乃取天鹿兒弓及天真鹿兒矢射之。箭矢射穿雉胸，掉落天神之處，天神見此矢曰：「此昔我賜天稚彥之矢也，今何故來？」遂取矢咒之曰：「若以惡心射者，則天稚彥必當遭害；若以平心射者，則當無恙。」投還箭矢落下，射穿天稚彥的胸部。
天稚彥之妻子於天作喪屋，由於與味耜高彥根神是天稚彥生前的好友，前者登天弔喪。但因形貌與天稚彥相似，其妻等見而喜曰：「吾君猶在。」並攀附住其衣帶不離。味耜高彥根神忿曰：「朋友喪亡，故吾即來弔，如何誤死人於我耶？」乃拔十握劍斬倒喪屋，其屋墮而成山，此則美濃國喪山是也。此時味耜高彥根神光儀華艶，映於二丘二谷之間，故喪會者（或云味耜高彥根神之妹下照媛）欲令眾人知道映丘谷者是味耜高彥根神，開口唱了夷振。
天照大神將思兼神妹萬幡豐秋津媛命許配給正哉吾勝勝速日天忍穗耳尊，並令降之於葦原中國。勝速日天忍穗耳尊立於天浮橋往下看而曰：「彼地未平矣，是個處於動亂之國。」回頭秉告天照大神不降之因。天照大神復遣武甕槌神和經津主神先行驅除，二神降至出雲，便問大己貴神曰：「汝將此國奉天神耶否？」對曰：「吾兒事代主，射鳥遨遊在三津之碕，今當問以報之。」乃派人問之，答曰：「天神所求，何不奉行？」故大己貴神將這番話回覆二神，二神乃昇天覆命而告之曰：「葦原中國皆已平定。」時天照大神勅曰：「若是如此，當降吾兒矣。」且將降之時皇孫已生，號曰天津彥彥火瓊瓊杵尊，時有奏曰：「欲以此皇孫代降。」故天照大神賜八坂瓊曲玉、八咫鏡、草薙劍等三種寶物給天津彥彥火瓊瓊杵尊，又配侍中臣氏上祖天兒屋命、忌部氏上祖太玉命、猨女上祖天鈿女命、鏡作氏上祖石凝姥命、玉作氏上祖玉屋命等五位神明，並勅皇孫曰：「葦原千五百秋之瑞穗國是吾子孫可統領之地，宜爾皇孫，就而治焉。去吧，寶祚之隆，當與天壤無窮者矣。」

#### 卷第二神代下第九段一書（二）
天神派遣經津主神、武甕槌神平定葦原中國，二神曰：「天有惡神名曰天津甕星，亦名天香香背男。請先誅此神，然後下凡撥亂反正。」此時，有位號曰齋之大人的齋主神，位於于東國檝取之地。既而二神降至出雲五十田狹之小汀，問大己貴神曰：「汝將以此國奉天神與否？」對曰：「汝二神並非吾處來者，故不能答應也。」經津主神返回向高皇產靈尊報告此事，遂再度遣二神勅大己貴神曰：「今聞汝所言有理，故更勅之。汝所治顯露之事，宜由吾孫治之，汝則可以治神事。又汝應住天日隅宮，今當供造，即以千尋栲繩結爲百八十紐；並以高大之柱、廣厚之板造宮。又將田供佃。又爲汝往來遊海之具，高橋、浮橋及天鳥船等亦將供造；又於天安河亦造橋，又供造百八十縫之白楯。此外主持汝之祭典者，天穗日命是也。」
於是大己貴神報曰：「天神勅教，如此慇懃，敢不從命乎？吾所治顯露事者，皇孫當治，吾將退治幽事。」乃向二神推薦岐神曰：「此神將代我而奉從，吾將自此避去。」即躬披瑞之八坂瓊而長隱矣。故經津主神以岐神爲嚮導，四處平定亂事。有逆命者即加以斬戮，歸順者仍加褒美。此時歸順之首渠者為大物主神及事代主神，乃集合八十萬神於天高市，率領諸神昇天展現其誠心款待之至。
高皇產靈尊勅大物主神曰：「汝若以國神為妻，吾仍擔心汝猶有疏心，故今以吾女三穗津姬許配給汝。汝當率領八十萬國神，永世護衛天孫，使其順利降臨葦原中國。」遂以紀國忌部遠祖手置帆負神為作笠者、彥狹知神為作盾者、天目一箇神為作金者、天日鷲神為作木綿者、櫛明玉神為作玉者。高皇產靈尊又命太玉命以肩被太手繦而代御手，故以此形式祭拜此神的緣由來自這裡；復命天兒屋命主持祭神儀式，並俾以占卜之事。高皇產靈尊敕令曰：「吾將樹立天津神籬及天津磐境，為吾孫奉齋，天兒屋命和太玉命二神持天津神籬降於葦原中國，亦為吾孫奉齋。」遂差遣二神陪同天忍穗耳尊降臨。

#### 卷第二神代下第九段一書（六）
天忍穗根尊娶高皇產靈尊之女栲幡千千姬萬幡姬命（又云高皇產靈尊之女名火之戶幡姬、孫女則名千千姬命），生下天火明命、次生天津彥根火瓊瓊杵根尊。天火明命生兒天香山，是尾張氏遠祖。到了皇孫火瓊瓊杵尊即將降臨葦原中國之際，高皇產靈尊勅八十諸神曰：「葦原中國的磐根、木株、草葉等猶能言語，夜晚若熛火而喧響，白晝如五月蠅而沸騰。」又說：「以前派遣天稚彥去葦原中國，過了這麼久仍不回報，應是國神有頑強抵抗者。」乃遣無名雄雉前往，此雄雉降來見粟田、豆田，則留而不返。復派遣無名雌雉下來，遭到天稚彥射殺，中其矢而上報。此時高皇產靈尊乃用眞床覆衾裹皇孫天津彥根火瓊瓊杵根尊，且排披天八重雲以奉降之，故稱此神曰天國饒石彥火瓊瓊杵尊。皇孫下降之處曰日向襲之高千穗添山峰。

### 古事記之記載
據《古事記》上卷之記述，天照大神派遣正勝吾勝勝速日天忍穗耳命前往統治葦原中國，但天忍穗耳命站在天浮橋遙望時發覺該地正處於大動亂，因此並未前往赴任，返回高天原報告此事。高御産巢日神及天照大神在天安河河原上召集八百萬諸神商談此事，思金神與八百萬眾神議定派遣天菩比神，但後者阿諛附和大國主神，過了三年仍不返回覆命。高御産巢日神及天照大神復問八百萬眾神，思金神回答：「可遣天津國玉神之子天若日子。」故高御產巢日神賜天之麻迦古弓及天之波波矢給後者，派遣祂下凡撥平葦原中國之邪鬼。但祂甫抵葦原中國即迎娶大國主神之女下照比賣為妻，因為八年久未回報結果，天照大神派雉名鳴女前往一探究竟。雉名鳴女降到天若日子家門前的湯津楓樹上，吟唱天照大御神的詔命，但天佐具賣一聽到鳴女的鳥啼聲便建議天若日子射殺之。天若日子取出天之麻迦古弓及天之波波矢射死稚鳥，箭矢射穿雉名鳴女的胸膛後直達高天原落在高木神跟前。後者見到箭矢染血，便說：「此乃吾賜給天若日子之矢。」並出示給眾神說：「倘若天若日子沒有抗命，此箭就是射殺惡神後來到此地；如果天若日子有邪心，那麼此箭就會射死他。」遂投還天之波波矢，睡夢中的天若日子胸部中矢身亡。
天若日子之妻下照比賣命放聲大哭，哭聲直達天庭。前者之父天津國玉神與其妻聞聲下凡，乃作喪屋，以河雁為岐佐理持、鷺鳥為掃持、翠鳥為御食人、雀鳥為搗米女、雉鳥為哭女等，連續舉行八日八夜的法事。後來阿遲鉏高日子根神前往弔唁喪事，因二人容貌神似，天若日子之父、妻誤認祂為天若日子。阿遲鉏高日子根神覺得自己被誤認為死者而勃然大怒，拔出名為大量（亦名神度劍）的十掬劍切開靈堂，並將之踹往一旁後飛去。此靈堂飛往美濃國藍見河之河上，即喪山也。此時高比賣命為了對在場人士告知胞兄阿遲鉏高日子根神之名，於是詠頌唱出胞兄的名字。
於是天照大神又曰：「派遣何神比較適當呢？」思金神及諸神答曰：「可遣住在天安河河原上天石屋的伊都之尾羽張神及其子建御雷之男神。不過前者阻擋天安河河水並使之逆流向上，他神不得行」，故遣天迦久神（あまのかく の かみ）前往；後來天之尾羽張神向天迦久神改推派其兒建御雷神，遂派遣天鳥船神及建御雷神前去。二神降到出雲國伊那佐之小濱，拔出十掬劍刺立於浪花、端坐在劍前，問大國主神：「我們奉天照大神、高木神之命前來，汝所管轄的葦原中國，天照大神決定讓其子孫治理，汝有何想法？ 」大國主神答曰：「我沒有話說，我子八重言代主神可代答，但祂前往狩鳥獵魚未歸。」故天鳥船神召來八重言代主神，後者答曰：「謹遵父命，那就將此國交給天神之御子。」隨即傾覆其船並擊打，使船化成青柴垣且隱於其中。
故再度問大國主神：「祢的兒子事代主神已經答應，其他兒子還有意見嗎？」大國主神回覆說：「我的兒子裡大概只有建御名方神會有意見。」剛好後者經過並掄起一塊巨石說：「汝者何人，竟敢在這裡大放厥辭？那你跟我比力氣，我先來握一握你的手。」於是建御雷神便讓建御名方神抓住自己的手，想不到手立刻變成冰柱，忽又變成劍。建御名方神大吃一驚，且倒退了幾步。建御雷神反過來說：「那我也握一握你的手！」便抓住建御名方神的手，就像細弱的蘆葦一般，建御名方神的手被一把捏斷後，整個人被摔在地上。建御名方神飛快地逃走，但建御雷神也緊追在後，終於在科野國的州羽海（今諏訪湖）追到建御名方神，打算將之殺死。建御名方神求饒道：「我投降了！請饒我一命。除了此地，我不會再到他處，亦不會違背父親以及兄長所說的話，謹遵天照大御神神子的命令，獻出葦原中國。」
建御雷神回到出雲問大國主神：「祢的兩個兒子都同意遵從天神御子之命，你心裡怎麼想？」答曰：「我也跟我的兒子一樣不抗命，獻上葦原中國。不過我希望自己的住所能建造得像天神御子的宮殿一樣雄偉，那麼我將隱沒至遙遠幽暗的地方。而我的兒子等一百八十諸神將由八重事代主神帶頭效忠天神，其他的神就不會違抗了。」於是天神便於出雲國多藝志的小濱建造了壯麗的宮殿，且讓水戶神之孫櫛八玉神為廚師，獻天御神饌時，櫛八玉神化為鵜鳥鑽入海底，啣出黏泥作成許多容器，啣海藻之莖柄作為燧臼，以海蓴之莖柄作燧杵，而鑽木取火。後來建御雷神返回高天原，奏言平定葦原中國的經過。

## 解說
日本初期的稻作以旱稻為主，像近畿地方及九州北部大量出土彌生時代的青銅器，在日向地區（今宮崎縣）幾乎沒有，因而判斷日向地區的發展比較晚。根據宮崎縣埋葬文化財中心（（日語）宮崎県埋蔵文化財センター）所長北鄉秦道表示，高天原的勢力脅迫大國主神讓出葦原中國，或許可解釋成因不滿於旱稻的生產效率低落。此外，日本古代史學者安本美典則認為卑彌呼等於天照大神，將讓出葦原中國之事解釋成北九州的邪馬台國以武力兼併出雲國。
天照大神命令直系子孫番能邇邇藝命去當陸地的統治者，這是為了讓大和政權的統治取得正統地位，並創造王權神話；顯然來自中國「天子受命於天」的思想。《說文解字》中提到「古之神聖，母感天而生子，故稱天子。」非但與天神扯上血緣關係，又結合陰陽五行，故西漢董仲舒的《春秋繁露》稱「惟天子受命於天，天下受命於天子」。平定葦原中國後，番能邇邇藝命下凡統治，於是由此血統統治的政權得以持續延伸。

## 外部連結
- （日語）古事記の神話：葦原中国の平定＜第一章＞アメノホヒの派遣